# Декларация трёх

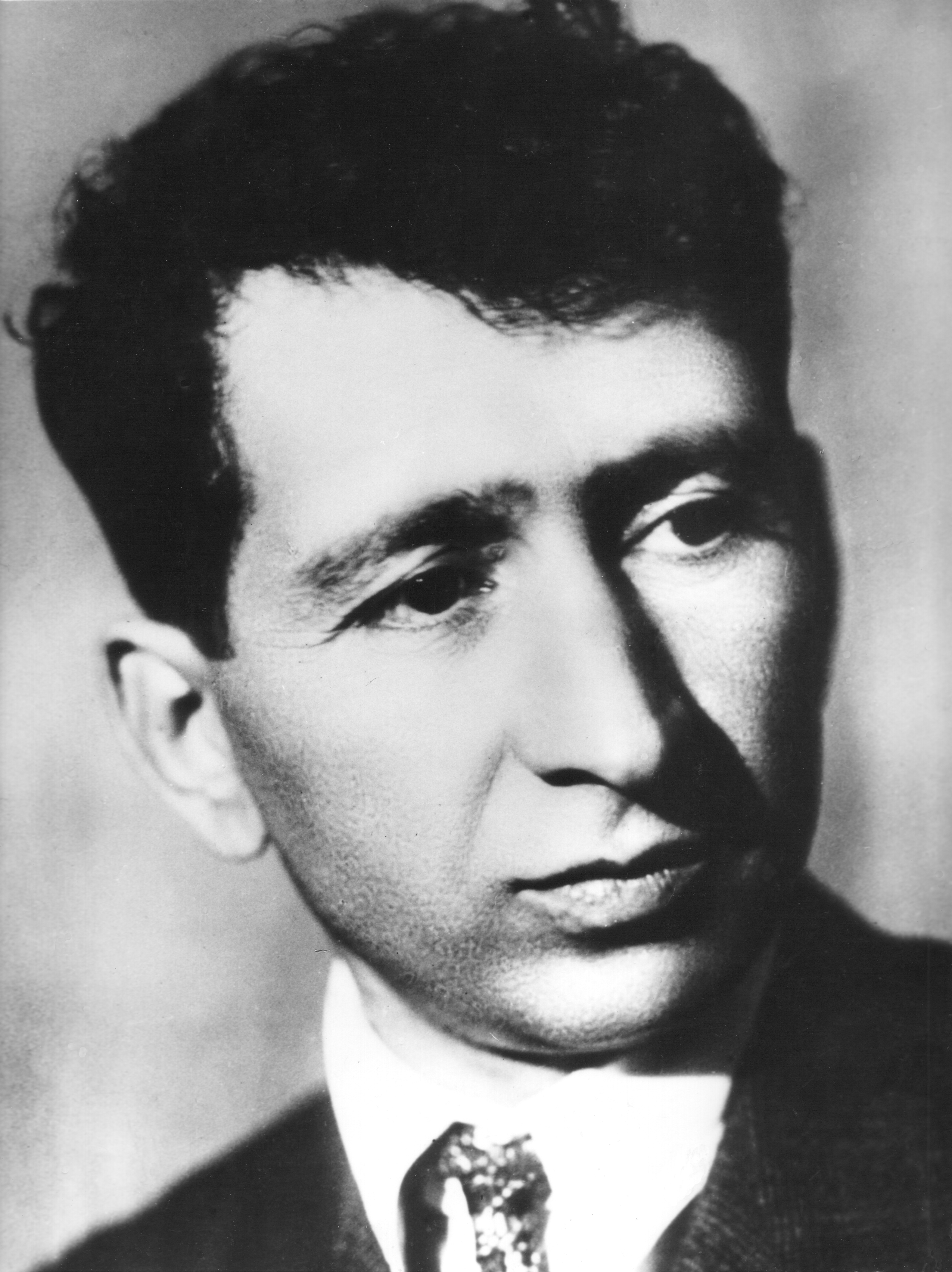
Егише Чаренц, автор декларации троих

Декларация трёх (декларация «Группы трёх») — первый литературный манифест в Советской Армении за авторством Егише Чаренца, Геворка Абова и Азата Вштуни. Манифест был опубликован 6 июля 1922 года в газете «Хорурдаин Айастан». Текст декларации содержал призыв отставить прошлые литературные традиции и приступить к разработке новых. Манифест подвергся критике со стороны А. Сурхатяна, А. Кариняна, Ц. Ханзадяна. В декларации была выражена концепция футуризма, в узком смысле — чаренцевская концепция футуризма.
Следуя общим тенденциям русской литературы, авторы отвергали художественное наследие прошлого. Декларация стала важным документом  литературного движения Армении.
Декларация была литературным манифестом и способствовала проникновению новшеств в армянскую литературу и, в частности, поэзию. Хотя в ней отрицаются прошлые литературные достижения, литературные традиции и даже литературный метод и наследие великих писателей, она имела целью дать обновление и правильное направление армянской литературе.
Наиболее характерными чертами этого движения были стремление сказать новое слово по содержанию и форме, необходимость привить новое художественное лингвистическое мышление, поиск методических путей литературного развития.
За декларацией последовали ряд экспериментальных работ Чаренца, но впоследствии он отказался от этих идей.
После раскола «тройки» литературное движение формировалось уже в пролетарских группах.
Среди прочих, против идей декларации выступил писатель Ваан Терьян. Как позже писал писатель Гурген Маари, текст декларации провозглашал Ереван центром армянского искусства (до этого таковыми в регионе считались Тифлис и Константинополь).
Принципы футуризма в Армении также были провозглашены в программе Е. Чаренца, архитекторов К. Алабяна и М. Мазманяна «Standart».